# Kraakperswagen

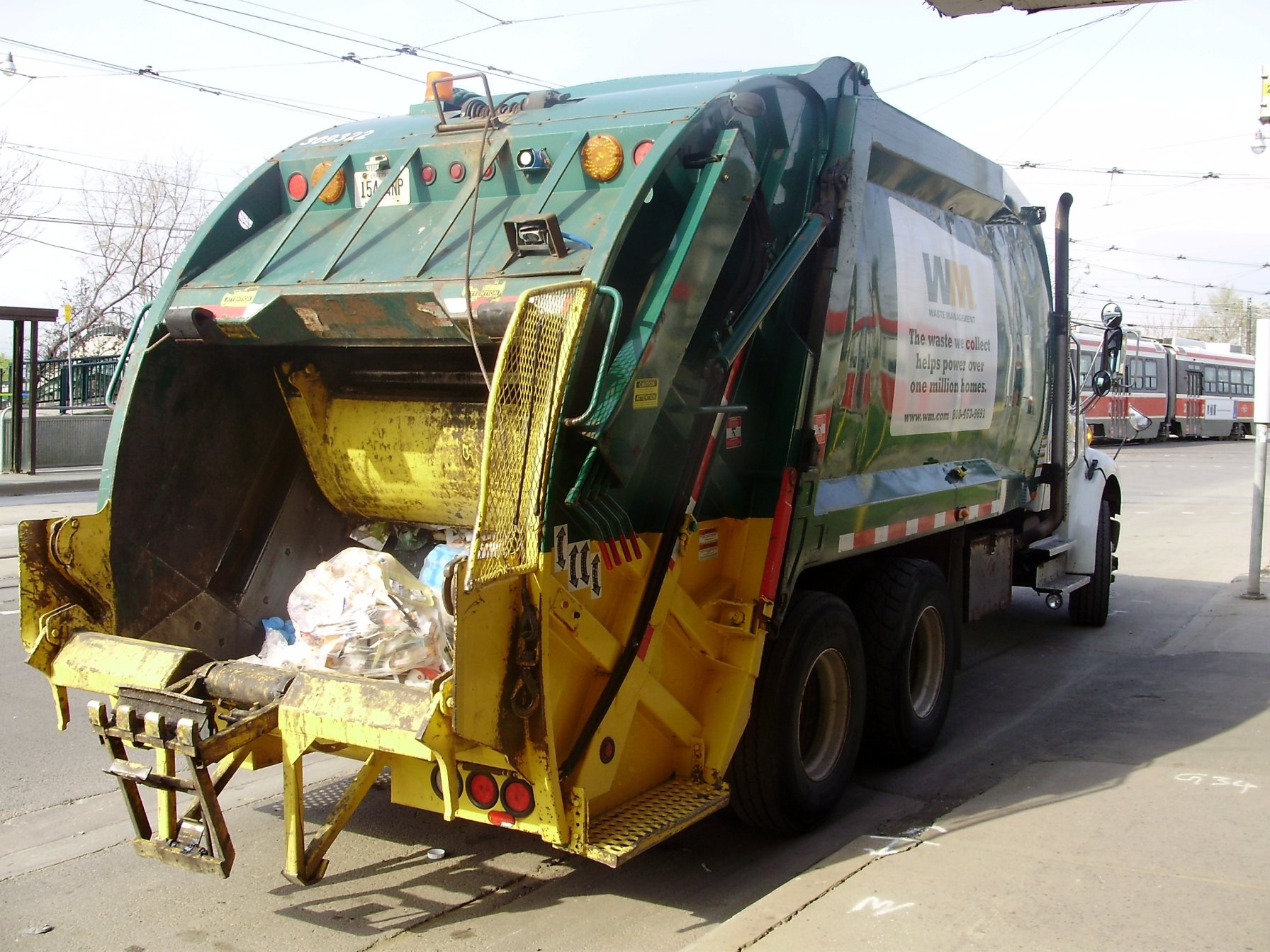
Een kraakperswagen in Toronto

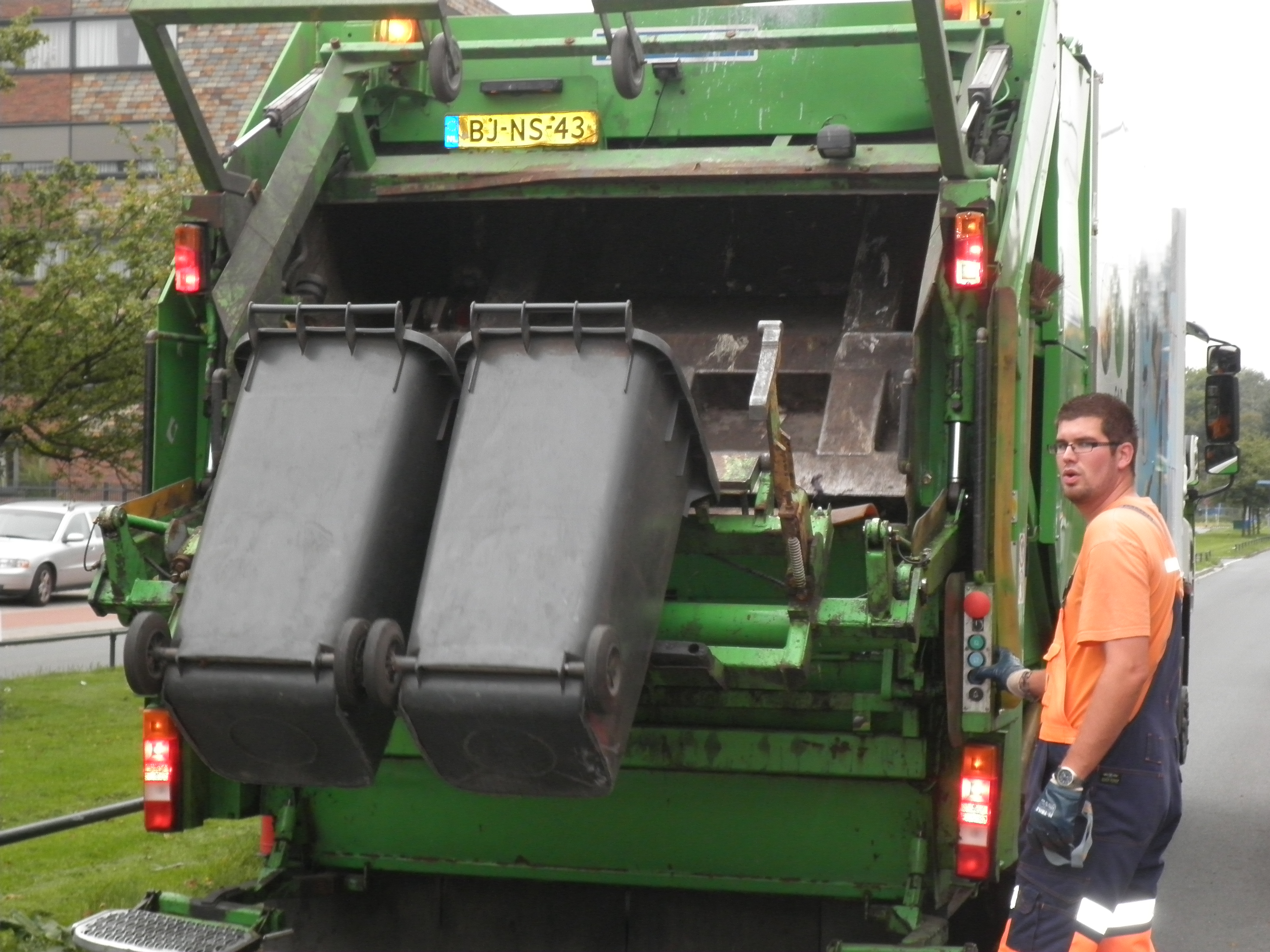
Kraakperswagen

Een kraakperswagen is een type vuilniswagen voorzien van een kraakpersinstallatie. Bij een kraakpersinstallatie wordt afval samengeperst, zodat dit minder volume inneemt en er daarmee meer afval kan worden meegenomen. Een kraakperswagen is een zeer algemeen voorkomend type vuilniswagen.

## Werking
Bij een kraakperswagen wordt het vuilnis over het algemeen aan de achterkant ingeladen, ofwel beladen. Dit beladen kan door middel van losse vuilnis(zakken), oud papier of grofvuil die in de installatie wordt geworpen of geplaatst, of middels containers die boven een beladingsinstallatie ondersteboven worden gedraaid en zo worden geleegd. Bij vuilniszakken en ook wel kraakperswagens waarmee rolemmers/containers worden geleegd wordt gebruik ook gemaakt van een roterende trommel, wat van oorsprong een ander type van vuilniswagen is.
Na belading wordt het afval middels een persmechanisme in het beladergedeelte in het opvanggedeelte van de vuilniswagen geperst. Hierdoor wordt het volume verkleind, waardoor de capaciteit van de wagen toeneemt. Na vervoer naar een vuilnishoop, een verbrandingsoven of een recyclingplaats wordt het beladingsdeel met het persmechanisme omhoog gekanteld, een vuilniswagen werkt meestal met een kiepsysteem, waardoor het vuilnis naar beneden schuift, het kan daarbij nodig zijn om het afval uit het opvangdeel te schuiven of persen.
Kraakperswagens kunnen één compartiment hebben, waar alle afval tegelijkertijd in wordt verzameld, of meerdere compartimenten voor gescheiden afvalinzameling.
Bij het handmatig vuilnis aan de achterkant inwerpen zijn er vaak meerdere mensen nodig voor één wagen: een chauffeur en één of twee vuilnismannen (beladers) die het afval, of de containers van de straat halen en inladen. In het geval van afvalcontainers wordt gebruik gemaakt van automatische beladingssystemen, waarin de containers gerold kunnen worden en die daarna de container omhoog brengt en kantelt. Om te voorkomen dat grotere afstanden telkens lopend afgelegd moet worden, kunnen kraakperswagens treeplanken en handgrepen bevatten aan de achterkant.

## Nederland
De kraakperswagen deed in de jaren 50 zijn intrede in Nederland, waarbij de eerste wagen in 1956 in Rotterdam werd geïntroduceerd.